# خيسوس ألفاريز
خيسوس ألفاريز (بالإسبانية: Jesús Álvarez)‏ (26 أغسطس 1981 بتاكنا في بيرو - ) هو لاعب كرة قدم بيروفي في مركزي قلب الدفاع والدفاع. شارك مع منتخب بيرو لكرة القدم. أما مع النوادي، فقد لعب مع خوان أوريتش ونادي سبورتينغ كريستال وكورونل بولوجنسي وClub Deportivo Universidad de San Martín de Porres ‏ وسيزار فاليجو ‏.

## وصلات خارجية
- خيسوس ألفاريز على موقع قاعدة بيانات كرة القدم.إي يو (الإنجليزية)